# Oscar Törnblom
Oscar Ludvig Leonard Törnblom, född 1 december 1907 i Stockholm, död 4 januari 1977 i Malmö, var en svensk skådespelare.

## Filmografi
- 1935 – Ungdom av idag
- 1938 – Julia jubilerar
- 1938 – Kloka gubben
- 1938 – Mot nya tider
- 1938 – Svensson ordnar allt!

## Teater

### Roller
| År   | Roll   | Produktion                 | Regi               | Teater         |
| ---- | ------ | -------------------------- | ------------------ | -------------- |
| 1932 | Gäst 2 | Syndafloden Henning Berger | Harry Roeck-Hansen | Blancheteatern |
| 1940 |        | Puzzlespel Kaj Munk        | Oscar Winge        | Vasateatern    |

### Fotnoter
1. ↑  ”Syndafloden”. Musikverket. http://calmview.musikverk.se/CalmView/Record.aspx?src=CalmView.Performance&id=PERF22097&pos=66. Läst 10 april 2016.
2. ↑  ”Teater, Musik, Film”. Dagens Nyheter:  s. 9. 25 april 1940. http://arkivet.dn.se/arkivet/tidning/1940-04-25/113/9. Läst 26 augusti 2015.